# Kopelates gracilis
Kopelates gracilis är en fjärilsart som beskrevs av Otto Staudinger 1891. Kopelates gracilis ingår i släktet Kopelates och familjen juvelvingar. Inga underarter finns listade i Catalogue of Life.